# Eberhard Brünen
Eberhard Brünen (* 8. August 1906 in Duisburg; † 30. Oktober 1980 ebenda) war ein deutscher Politiker der SPD und Widerstandskämpfer gegen den Nationalsozialismus.

## Leben
Der gelernte Dreher Brünen schloss sich 1924 dem Deutschen Metallarbeiter-Verband (DMV) und der SAJ an, der SPD 1928; 1931 trat er zur SPD-Linksabspaltung SAPD über, zu deren Mitgründern er und seine Frau Herta Brünen-Niederhellmann gehörten. Nach 1933 leitete Brünen unter dem Decknamen Komet aus der Illegalität den SAPD-Bezirk Niederrhein und organisierte die Einfuhr der Untergrundzeitung Banner der revolutionären Einheit aus den Niederlanden. Innerhalb der SAPD gehörte Brünen zu den Befürwortern einer engen Zusammenarbeit mit der IKD und des Aufbaus einer neuen „vierten“ Internationale. Im November 1934 wurde Brünen von der Gestapo verhaftet, schwer gefoltert und wegen Vorbereitung zum Hochverrat zu 15 Jahren Haft verurteilt, die er bis zu seiner Befreiung durch amerikanische Soldaten 1945 im Zuchthaus Waldheim verbüßte.
1945 trat Brünen wieder der SPD bei, war Landrat in Dinslaken und von 1946 bis 1969 Stadtverordneter in Duisburg und gehörte von 1947 bis 1950 und 1954 bis 1961 dem Landtag Nordrhein-Westfalen an. Dem Deutschen Bundestag gehörte er von 1949 bis 1953 und erneut von 1961 bis 1972 an. Er wurde im Wahlkreis Duisburg I stets direkt gewählt. Daneben war Brünen in der Arbeitsgemeinschaft verfolgter Sozialdemokraten aktiv. Brünen wurde vom Ministerium für Staatssicherheit vermutlich konspirativ abgeschöpft. In den Rosenholz-Dateien befindet sich zu ihm ein Vorgang „IMA Gustl“.